# バンブルベリーパイ
バンブルベリーパイ（英語: Bumbleberry pie）は、アメリカ合衆国マサチューセッツ州西部に起源を持つパイ。
少なくとも3種類のベリーが乗っており、一般にはミックスベリーパイのことを指し、「バンブルベリー」という果実が存在するわけではない。
パイにはリンゴまたはルバーブがよく入っている。ベリーにはブルーベリー、ラズベリー、イチゴ、ブラックベリーがよく使われる。